# Friedrichsruh

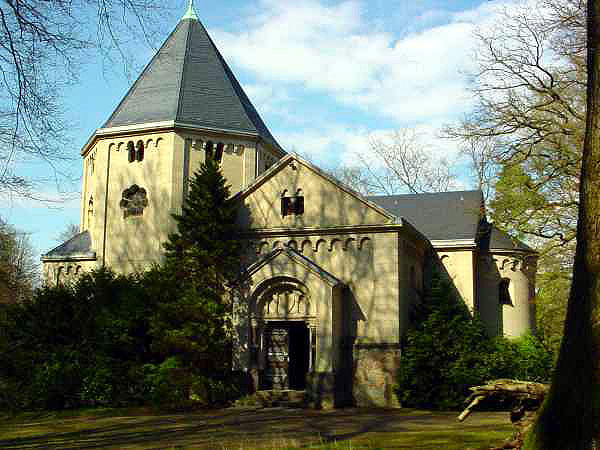
Mausolée de Bismarck à Friedrichsruh

Friedrichsruh est un district de la municipalité d'Aumühle, dans le Land Schleswig-Holstein, au Nord de l'Allemagne.

## Histoire
Après la victoire sur la France en 1870-71, le territoire de Sachsenwald fut accordé à Otto von Bismarck. Il ordonna la construction d'un manoir sur le site d'une auberge près de la ligne de chemin de fer reliant Hambourg à Berlin et garda le nom de Friedrichsruh. Certains de ses descendants y vivent toujours. Bismarck fut enterré dans un mausolée sur le Schneckenberg, juste en dehors de Friedrichsruh, le 16 mars 1899. Durant la Seconde Guerre mondiale, Friedrichsruh fut le quartier général des Bus blancs.